# Абас Кали
Абас Кали (арап. عباس قالي, романизовано Abbas Qali; Кувајт Сити, 11. октобар 1992) кувајтски је пливач чија специјалност су спринтерске трке делфин стилом.

## Спортска каријера
Абас је представљао Кувајт на светским првенствима у Казању 2015. (44. место на 100 делфин и 27. место у штафети 4×100 мешовито) и Квангџуу 2019. (52. место на 50 делфин и 45. место на 100 делфин).
Такмичио се и на ЛОИ 2016. у Рију где је заузео 36. место у квалификацијама трке на 100 делфин.